# تروي هالبن
تروي هالبن (بالإنجليزية: Troy Halpin)‏ هو لاعب كرة قدم أسترالي، ولد في 17 أغسطس 1973 في نيوكاسل في أستراليا. شارك مع منتخب أستراليا تحت 20 سنة لكرة القدم ومنتخب أستراليا لكرة القدم. أما مع النوادي، فقد لعب مع نادي برث غلوري ونادي جوهر درول تقسيم 2 ونادي سيدني أوليمبيك ونادي سيدني يونايتد 58 ونيوكاسل بريكرز ونيوكاسل يونايتد جتس ووولونغونغ وولفز.